# Hrabstwo Oakland
Hrabstwo Oakland (ang. Oakland County) – hrabstwo w stanie Michigan w Stanach Zjednoczonych. Obszar całkowity hrabstwa obejmuje powierzchnię 908,00 mil2 (2 351,71 km²). Według danych z 2010 r. hrabstwo miało 1 202 362 mieszkańców. Hrabstwo powstało 12 stycznia 1819 roku, a jego nazwa pochodzi od dębów (ang. oak) występujących licznie na terenie tego hrabstwa.

## Sąsiednie hrabstwa
- Hrabstwo Lapeer (północ)
- Hrabstwo Macomb (zachód)
- Hrabstwo Wayne (południe)
- Hrabstwo Washtenaw (południowy zachód)
- Hrabstwo Livingston (zachód)
- Hrabstwo Genesee (północny zachód)

## Miasta
- Auburn Hills
- Berkley
- Birmingham
- Bloomfield Hills
- Clarkston
- Clawson
- Farmington
- Farmington Hills
- Ferndale
- Hazel Park
- Huntington Woods
- Keego Harbor
- Lake Angelus
- Lathrup Village
- Madison Heights
- Novi
- Oak Park
- Orchard Lake
- Pleasant Ridge
- Pontiac
- Rochester
- Rochester Hills
- Royal Oak
- South Lyon
- Southfield
- Sylvan Lake
- Troy
- Walled Lake
- Wixom

## Wioski
- Beverly Hills
- Bingham Farms
- Franklin
- Holly
- Lake Orion
- Leonard
- Milford
- Ortonville
- Oxford
- Wolverine Lake